# An Ninh, Tiền Hải
An Ninh là một xã thuộc huyện Tiền Hải, tỉnh Thái Bình, Việt Nam.
Xã An Ninh có diện tích 5,8 km², dân số năm 2016 là 7.600 người, mật độ dân số đạt 1.310 người/km².